# Leslie (rivière)
Pour les articles homonymes, voir Leslie.
La rivière Leslie  (en anglais : Leslie River) est un cours d'eau de la partie nord-ouest de l’Île du Sud de la Nouvelle-Zélande.

## Géographie
C’est un affluent du fleuve Karamea. La rivière Leslie s’écoule vers l’ouest de  »Arthur Range », rencontrant la rivière Karamea à 28 kilomètres à l’est de la ville de Karamea. L’ensemble de la longueur de la rivière est située dans le Parc national de Kahurangi.